# Šárka Musilová
Šárka Musilová (* 6. ledna 1991 Trutnov) je česká tělesně handicapovaná lukostřelkyně v kategorii W1 s kladkovým lukem. S úspěchy, k nimž se řadí zlatá medaile z roku 2018 na Mistrovství Evropy v para lukostřelbě v Plzni ve smíšeném družstvu s Davidem Drahonínským, se kterým obsadila i bronzovou medaili na Letních paralympijských hrách 2016 v Riu de Janeiru a stříbrné místo v roce 2021 na Letních paralympijských hrách v Tokiu, získala taká stříbrnou medaili v kategorii žen na paralympiádě v Tokiu.
Sportu se více začala věnovat během rehabilitací, když v devatenácti letech během léta roku 2010 uklouzla na mokrých schodech a při pádu si přerušila míchu na několika místech; od té doby je na invalidním vozíku. Na rehabilitačním pobytu v Kladrubech si zkusila zahrát florbal na vozíčku. Následně začala hrát florbal na Obchodní akademii Olgy Havlové pro tělesně postižené v Janských Lázních za Kamat team Janské Lázně, kde i studovala. Zde vyzkoušela i lukostřelbu s Danielem Fridrichem, trenérem lukostřelby, ale střílet z reflexního luku nedokázala kvůli svému handicapu. Během rehabilitačního pobytu v Parapleti se zde potkala s Davidem Drahonínským. Ten jí jako tetraplegik poradil, aby zkusila střílet z kladkového luku, který je pro tento handicap vhodnější. Po vyzkoušení si lukostřelbu zamilovala a začala hrát v klubu SC OA Jánské lázně pod vedení trenéra Daniela Friedricha. Díky sponzorům si pořídila své vlastní luky a mohla střílet na Mistrovství světa v para lukostřelbě v Donaueschingenu a na světovém poháru v Novém Městě nad Metují. Právě zde si zajistila účastnické místo pro Letních paralympijských hrách 2016 v Riu de Janeiru, kde s Davidem Drahonínským získali v kategorii Mix Team bronzovou medaili a v kategorii žen skončila na 6. místě. Své umístění si polepšili na Letních paralympijských hrách v Tokiu, když v kategorii Mix Team získali stříbrnou medaili a v kategorii žen rovněž získala stříbrnou medaili.
Následně se kvalifikovala na Mistrovstvi světa v Plzni v roce 2023 na LPH v Paříži 2024. Kde Šárka vytvořila v kvalifikaci nový Světovy rekord 659b (ze 720 moznych) a překonala tak o dva body rekord z roku 2017 britské střelkyně Jessicy Stretton. Ke Světovému rekordu přidala následně střibrnou medaili ze závodu jednotlivců, kde ji na stupnich výtězů doplnila bronzovou medaili Tereza Brandtlová. V kategorii MIX teamů Šárku doplnil v teamu kolega David Drahoninský a byla z toho dalši střibrná medaile pro české barvy na hrách v Paříži.